# Copa Libertadores 1969
Copa Libertadores 1969 var den tionde säsongen av fotbollsturneringen Copa Libertadores och 17 lag från nio länder deltog.

## Första gruppspelsfasen

### Grupp 1
| Lag                | S | V | O | F | GM | IM | MSK | Poäng |
| ------------------ | - | - | - | - | -- | -- | --- | ----- |
| Deportivo Cali     | 6 | 3 | 2 | 1 | 12 | 6  | 6   | 8     |
| Deportivo Italia   | 6 | 3 | 1 | 2 | 7  | 8  | -1  | 7     |
| Unión Magdalena    | 6 | 2 | 1 | 3 | 7  | 8  | -1  | 5     |
| Deportivo Canarias | 6 | 1 | 2 | 3 | 3  | 7  | -4  | 4     |

### Grupp 2
| Lag                  | S | V | O | F | GM | IM | MSK | Poäng |
| -------------------- | - | - | - | - | -- | -- | --- | ----- |
| Santiago Wanderers   | 6 | 3 | 0 | 3 | 13 | 10 | 3   | 6     |
| Sporting Cristal     | 6 | 2 | 2 | 2 | 11 | 11 | 0   | 6     |
| Universidad Católica | 6 | 3 | 0 | 3 | 12 | 13 | -1  | 6     |
| Juan Aurich          | 6 | 2 | 2 | 2 | 13 | 15 | -2  | 6     |

#### Omspel
Eftersom samtliga lag i tabellen ovan hamnade på samma poäng spelades ett omspel där lagen spelade en match hemma och en match borta, det vill säga två matcher per lag. Matcherna som spelades var Santiago Wanderers - Sporting Cristal, Universidad Católica - Juan Aurich, Sporting Cristal - Universidad Católica samt Juan Aurich - Santiago Wanderers. Efter omspelet stod klart att de båda chilenska lagen, Santiago Wanderers och Universidad Católica, gick vidare.
| Lag                  | S | V | O | F | GM | IM | MSK | Poäng |
| -------------------- | - | - | - | - | -- | -- | --- | ----- |
| Universidad Católica | 2 | 2 | 0 | 0 | 6  | 2  | 4   | 4     |
| Santiago Wanderers   | 2 | 1 | 1 | 0 | 2  | 1  | 1   | 3     |
| Sporting Cristal     | 2 | 0 | 1 | 1 | 2  | 3  | -1  | 1     |
| Juan Aurich          | 2 | 0 | 0 | 2 | 1  | 5  | -4  | 0     |

### Grupp 3
| Lag           | S | V | O | F | GM | IM | MSK | Poäng |
| ------------- | - | - | - | - | -- | -- | --- | ----- |
| Cerro Porteño | 6 | 4 | 1 | 1 | 15 | 5  | 10  | 9     |
| Olimpia       | 6 | 3 | 1 | 2 | 12 | 7  | 5   | 7     |
| Bolívar       | 6 | 2 | 3 | 1 | 6  | 8  | -2  | 7     |
| Litoral       | 6 | 0 | 1 | 5 | 1  | 14 | -13 | 1     |

### Grupp 4
| Lag             | S | V | O | F | GM | IM | MSK | Poäng |
| --------------- | - | - | - | - | -- | -- | --- | ----- |
| Peñarol         | 6 | 3 | 3 | 0 | 16 | 8  | 8   | 9     |
| Nacional        | 6 | 2 | 4 | 0 | 10 | 4  | 6   | 8     |
| Deportivo Quito | 6 | 1 | 3 | 2 | 4  | 10 | -6  | 5     |
| Barcelona       | 6 | 0 | 2 | 4 | 3  | 11 | -8  | 2     |

## Andra gruppspelsfasen

### Grupp 1
| Lag                  | S | V | O | F | GM | IM | MSK | Poäng |
| -------------------- | - | - | - | - | -- | -- | --- | ----- |
| Universidad Católica | 4 | 2 | 1 | 1 | 7  | 3  | 4   | 5     |
| Cerro Porteño        | 4 | 1 | 2 | 1 | 1  | 1  | 0   | 4     |
| Deportivo Italia     | 4 | 1 | 1 | 2 | 3  | 7  | -4  | 3     |

### Grupp 2
| Lag                | S | V | O | F | GM | IM | MSK | Poäng |
| ------------------ | - | - | - | - | -- | -- | --- | ----- |
| Nacional           | 4 | 3 | 1 | 0 | 10 | 2  | 8   | 7     |
| Deportivo Cali     | 4 | 1 | 1 | 2 | 9  | 11 | -2  | 3     |
| Santiago Wanderers | 4 | 0 | 2 | 2 | 5  | 11 | -6  | 2     |

### Grupp 3
| Lag     | S | V | O | F | GM | IM | MSK | Poäng |
| ------- | - | - | - | - | -- | -- | --- | ----- |
| Peñarol | 2 | 1 | 1 | 0 | 2  | 1  | 1   | 3     |
| Olimpia | 2 | 0 | 1 | 1 | 1  | 2  | -1  | 1     |

## Semifinal
| Lag                  | S | V | O | F | GM | IM | MSK | Poäng |
| -------------------- | - | - | - | - | -- | -- | --- | ----- |
| Estudiantes          | 2 | 2 | 0 | 0 | 6  | 2  | 4   | 4     |
| Universidad Católica | 2 | 0 | 0 | 2 | 2  | 6  | -4  | 0     |

| Lag      | S | V | O | F | GM | IM | MSK | Poäng |
| -------- | - | - | - | - | -- | -- | --- | ----- |
| Nacional | 3 | 1 | 1 | 1 | 2  | 1  | 1   | 3     |
| Peñarol  | 3 | 1 | 1 | 1 | 1  | 2  | -1  | 3     |

## Final
Om lagen vann en match var, eller om de spelade båda matcherna oavgjort, spelades ytterligare en finalmatch. Slutade den matchen oavgjort tillämpades förlängning. 
|  | 15 maj 1969 | Nacional | 0–1 | Estudiantes | Estadio Centenario, Montevideo |  |
|  |             |          |     |             | Publik: 65 000                 |  |
|  |             |          |     |             |                                |  |
|  |             |          |     |             |                                |  |

|  | 22 maj 1969 | Estudiantes | 2–0 | Nacional | Estadio Jorge Luis Hirschi, La Plata |  |
|  |             |             |     |          | Publik: 25 000                       |  |
|  |             |             |     |          |                                      |  |
|  |             |             |     |          |                                      |  |